# Verlaat (Wasserbau)

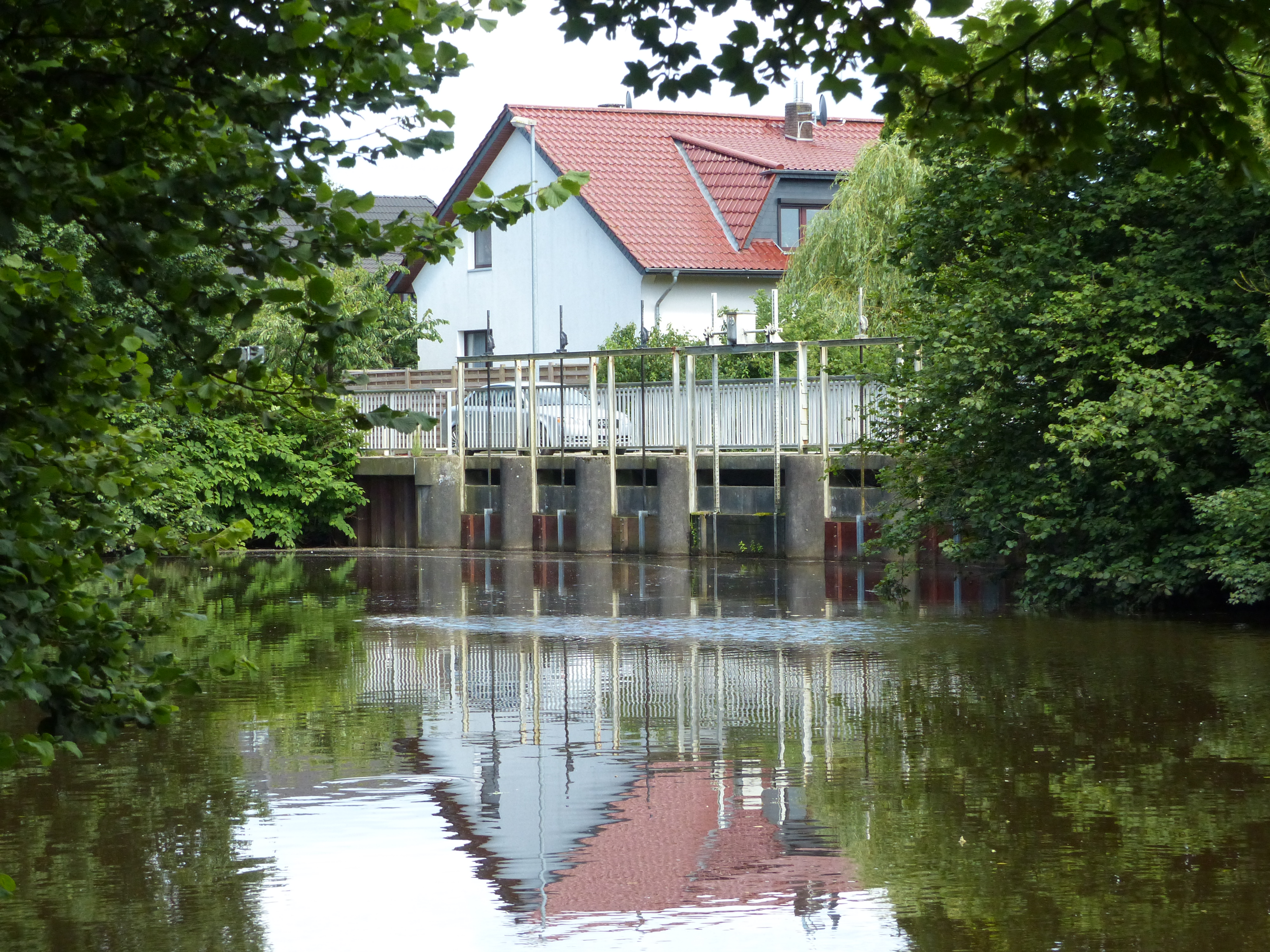
Das Verlaat an der Camper Brücke in Berne trennt den Flusslauf aus der Berne (von rechts) in die Untere Ollen (nach links, zur Hunte) von den „oberen“ Teilen der Ollen, die heute durch den Motzener Kanal in die Weser ablaufen

Verlaat ist ein Wasserbau-Fachbegriff aus dem niederländischen Sprachraum für ein beidseitig wirkendes Schütz.

## Grundbedeutung
Es handelt sich dabei um ein Bauwerk, das den Zufluss zu einem besonders tief liegenden Gelände regelt. Durch ein Verlaat soll verhindert werden, dass bei starken Regenfällen das Wasser aus höher gelegenen Gebieten in das tiefer liegende Gelände fließt. In den Niederlanden wird der Begriff im Gegensatz dazu für Schleusen verwendet.
Ein Verlaat ist also ein Sperrtor in einem Gewässernetz, das im Gegensatz zu einem Wehr nicht überströmt werden soll und im Gegensatz zu einem Siel nicht periodisch geöffnet wird.

## Nebenbedeutung
Ein Verlaat kann auch in ein Sieltief eingebaut sein. Es dient dazu, einen Teil des Gewässers mit Gezeitenwasser füllen zu können, ohne dass dieses zu weit ins Binnenland eindringt. So kann der nahe hinter dem Siel gelegene Teil des Tiefs in Zeiten geringen Niederschlags, wenn also das Gewässer nicht ausreichend von abzuleitendem Oberwasser durchspült wird, während der Flut gefüllt und während der Ebbe wieder entleert werden, um Schlickablagerungen aus dem Siel zu spülen. Derartige Verlaate sind gleichsam ein zweites Siel hinter dem eigentlichen Siel, müssen also leicht zu öffnen und zu schließen sein.

## Ortsnamen
Das Wort findet sich in Ortsnamen außer in den Niederlanden nur sehr nahe der niederländischen Grenze (beispielsweise Ditzumerverlaat), sodass hier die niederländische Bedeutung des Wortes infrage kommt. Darüber hinaus ist das Wort als Straßenname in der Nähe der Bauwerke üblich, wie zum Beispiel der „Rahster Verlaat“ in der Nähe zur Raher Schleuse.